# خوان پابلو واریاس
خوان پابلو واریاس (اسپانیایی: Juan Pablo Varillas‎؛ زادهٔ ۶ اکتبر ۱۹۹۵) تنیس‌باز اهل پرو است.
وی در مسابقات کشوری و بین‌المللی در مجموع برندهٔ ۱ مدال نقره، ۲ مدال برنز شده‌است.